# François Dubois (XIX secolo)
François Dubois (Parigi, 10 maggio 1790 – Parigi, febbraio 1871) è stato un pittore francese.
Pittore neoclassico, noto per ritratti ed opere di stampo storico (quali l'Érection de l'obélisque de Louqsor sur la place de la Concorde) o mitologico (Le Sommeil d'Oreste, esposto al Musée des Beaux-Arts di Quimper). Diverse sue opere sono esposte a Versailles.